# Allan Cotterill
Allan Jeremy Cotterill (* 25. Februar 1985 in Leicester), besser bekannt unter seinem Pseudonym Jeremy Thirteenth, ist ein britischer Musiker. Er ist Singer-Songwriter der finnischen Post-Hardcore-Band Snow White’s Poison Bite.

## Leben
Cotterill lebte bis zu seinem 6. Lebensjahr in der britischen Stadt Lutterworth, ehe er mit seiner Familie nach Finnland auswanderte. Er gründete 2007 im Alter von 22 Jahren die Post-Hardcore-Band Snow White’s Poison Bite, wo er als Sänger und Songwriter fungiert. Er hat das Konzept für das Debütalbum The Story of Kristy Killings entworfen.
Cotterill spielt auch Gitarre (nicht in der Band). Seine erste Gitarre bekam er von seinem Großvater geschenkt. Seit dem 5. Mai 2011 ist Cotterill der einzig verbliebene Musiker bei Snow White’s Poison Bite. Aufgrund dessen fiel die komplette Finnland-Tour der Band ins Wasser. Derzeit sucht er nach neuen Musikern um die Band weiterführen zu können.
Gemeinsam mit der Band veröffentlichte er ein Album, zwei EPs und mehrere Singles.

## Diskographie
- siehe Snow White’s Poison Bite#Diskografie